# Clase Pennsylvania
La clase Pennsylvania consistía en dos súper acorazados monocalibre, construidos por la Armada de los Estados Unidos antes de la Primera Guerra Mundial. Los navíos fueron bautizados como Pennsylvania y Arizona, igual que los estados americanos homónimos. Constituyeron el segundo diseño de acorazado en añadir el esquema de blindaje «todo o nada», donde ciertos puntos del navío son fuertemente blindados, mientras el resto tiene menos blindaje y, fueron los más nuevos buques capitales de Estados Unidos cuando este entró a la Primera Guerra Mundial. 
Los acorazados de la clase Nevada representaron un marcado aumento en la tecnología de los acorazados estadounidenses y, la clase Pennsylvania tenía la intención de continuar con ligeros aumentos en la capacidad de las embarcaciones, que incluían dos cañones adicionales calibre 356 mm/45 y, protección subacuática mejorada. Fue la segunda clase de acorazado tipo estándar en unirse a la Armada de los Estados Unidos, junto con las anteriores clases Nevada y las sucesivas clases New Mexico, Tennessee y Colorado.
En servicio, la clase Penssylvania tuvo una participación limitada en la Primera Guerra Mundial, ya que la escasez de fueloil en el Reino Unido significó que solo fueran usados barcos con propulsión a carbón de la 9.ª División de Acorazados. Ambos navíos fueron enviados por el Atlántico hasta Francia al término de la guerra para la Conferencia de Paz de París de 1919 y, de ahí fueron transferidos a la flota del Pacífico antes de ser modernizados significativamente, de 1929 a 1931. Durante este período de entreguerras, los barcos fueron usados en ejercicios navales. Tanto el Pennsylvania, como el Arizona, estuvieron presentes durante el ataque japonés a Pearl Harbor, que llevó a los Estados Unidos a la Segunda Guerra Mundial. El Arizona fue hundido por una explosión masiva de municiones y fue convertido en un monumento conmemorativo después de la guerra, mientras que el Pennsylvania, que se encontraba en dique seco al momento del ataque, recibió daños menores. Después de un reacondicionamiento, de octubre de 1942 a febrero de 1943, el Pennsylvania pasó a servir como un barco de bombardeo costero durante la mayor parte del resto de la guerra. Estuvo presente en la batalla del golfo de Leyte, la última entre acorazados, pero no participó. Fue severamente dañado por un torpedo el 12 de agosto de 1945, dos días antes del cese de hostilidades. Con reparaciones mínimas, participó en la operación Crossroads, parte de las pruebas nucleares en el atolón Bikini, antes de ser utilizado como barco objetivo, en 1948. 

## Antecedentes

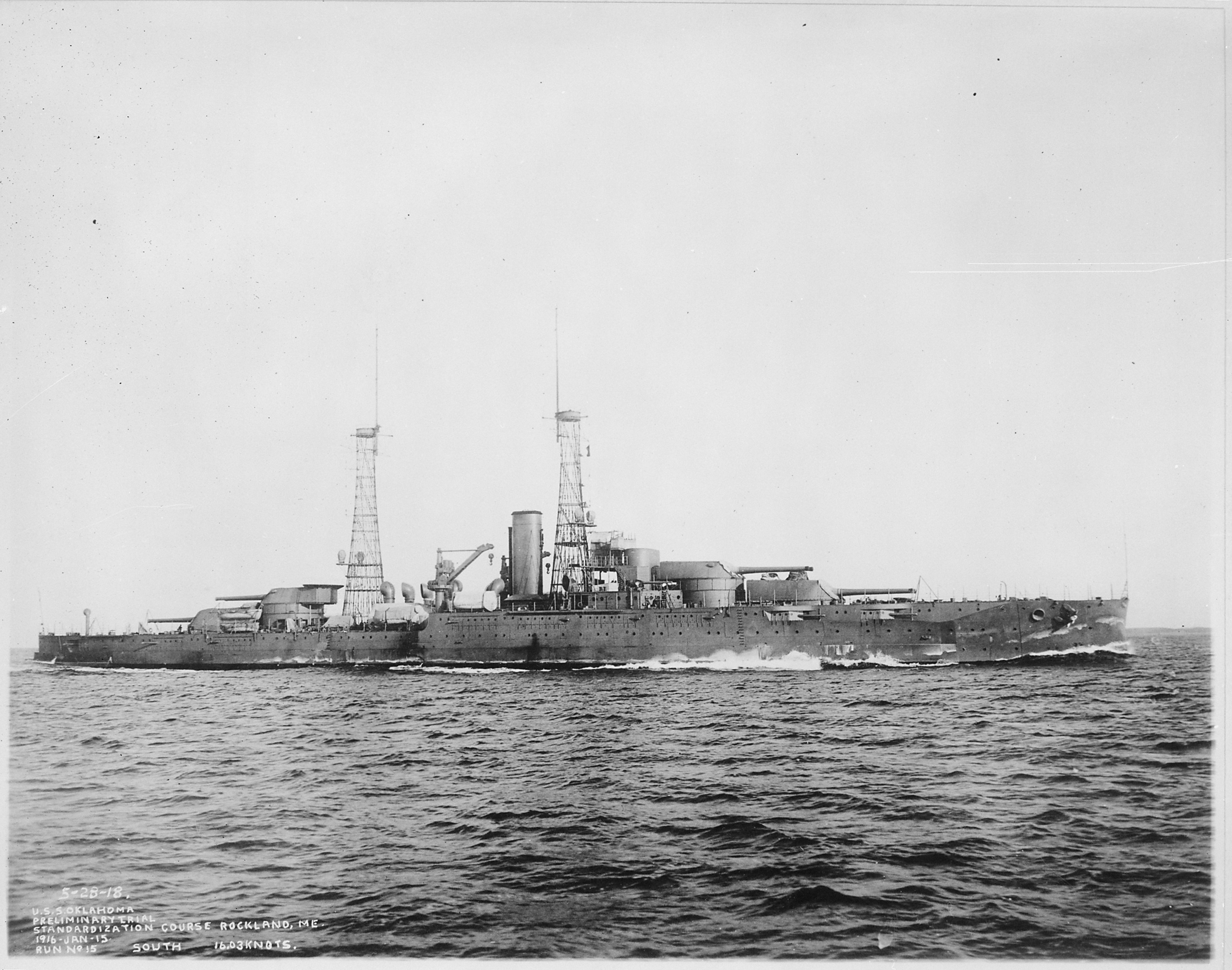
El USS Oklahoma, de la clase Nevada, en 1916. Fue la primera clase de acorazado estadounidense con torretas triples, blindaje concepto «todo o nada», fueloil, y turbinas de vapor con turbinas de crucero con engranaje (esta última solo en el USS Nevada); todas estas innovaciones fueron heredadas en la clase Pennsylvania.

Los acorazados clase Nevada representaron un salto adelante en la tecnología previa de los acorazados estadounidenses y, de la mayoría de los diseños extranjeros contemporáneos. Fueron los primeros en el mundo en emplear el esquema de blindaje «todo o nada», que caracterizó a todos los navíos estadounidenses posteriores. Diseñado con el conocimiento de que los enfrentamientos a distancia entre flotas crecían a medida que aumentaba el tamaño de las baterías principales, el sistema se alejó de los diseños previos que usaban blindaje pesado, medio y ligero, en favor de usar solo un blindaje pesado que protegía áreas vitales del navío. El nuevo sistema preveía que a grandes distancias, los navíos serían atacados con municiones de perforación, detenibles solo con blindaje pesado. El blindaje mediano o ligero solo servía para detonar los proyectiles. Al quitar las torretas de metralletas y reducir la longitud total del blindaje del navío, los diseñadores de la armada pudieron ahorrarle peso al cinturón, así como añadir un blindaje en cubierta adicional para protegerse de los proyectiles.
Al emitir las especificaciones deseadas para el diseño que se convertiría en la clase Nevada, la Junta General de la Armada solicitó torretas de tres cañones. Estaban poco satisfechos por la extraña ubicación requerida en las clases previas a la Nevada, que tenían cinco y seis torretas de dos cañones, pero regresar a las cuatro torretas de dos cañones de la clase South Carolina, resultaba en una pérdida significativa de potencia de fuego. A pesar de que se propuso por primera vez una torreta de tres cañones en las publicaciones profesionales estadounidenses de 1901 y, que fue considerada brevemente para la clase South Carolina, no estaba siquiera en etapa experimental; la primera torreta fue autorizada en 1911 y, no estaría lista sino meses después de que se firmaran los contratos para las nuevas embarcaciones con los constructores. La decisión de seguir adelante con las nuevas torretas fue una apuesta calculada, pero resultó ser un acierto limitado, el único problema vino con la aerodinámica de los proyectiles cuando los cañones centrales y externos eran disparados simultáneamente, lo que se resolvió fácilmente retrasando el disparo del cañón central en una pequeña fracción de segundo. Además, hubo una mayor ventaja en el peso gracias a la eliminación de una barbeta y torreta blindadas. Estos ahorros en el peso se aplicaron a la protección del blindaje, haciendo realidad el concepto de «todo o nada».
Los clase Nevada fueron también los primeros acorazados estadounidenses en usar exclusivamente fueloil, que tenía una mayor eficiencia térmica que el carbón, o carbón rociado con petróleo como combustible. La Armada midió el efecto acumulativo del cambio, como un aumento del cincuenta y cinco por ciento en la producción de vapor por libra de combustible (en un diseño de una versión clase New York alimentada por fueloil). Esto daría a los buques de fueloil un alcance adicional, una consideración importante para navíos apostados en el Pacífico, pero la Oficina de Construcción y Reparación de la Armada (C&R) señaló desafortunados efectos secundarios, como un centro de gravedad más bajo, más altura metacéntrica (de estabilidad y flotación) y la pérdida de carboneras, que fueron empleadas como parte de la protección de blindaje. En pocos años, los tanques de combustible debajo de la línea de flotación se consideraron partes indispensables en el esquema de blindaje subacuático, empleado por los acorazados estadounidenses.

## Diseño

### Características generales

Eje de hélice de estribor del Arizona

La solicitud de la Junta General para el nuevo diseño de un acorazado para el ejercicio fiscal de 1913, fue enviada en junio de 1911 con las recientes innovaciones de la clase Nevada en mente. Deseaban una embarcación con una batería principal de doce cañones de 356 mm en torretas triples, una batería secundaria de veintidós cañones de 127 mm, una velocidad de 21 nudos (39 km/h), y un blindaje equivalente al de la clase Nevada. El primer boceto de la C&R fue insatisfactorio; su largo diseño de 191 m, y 30 000 toneladas largas, en realidad tenía menos blindaje que los Nevada, con un cinturón de 320 mm.
El proceso de diseño estuvo marcado por varios intentos para cumplir con las especificaciones de la Junta General, con solo un incremento moderado en el tonelaje sobre la clase Nevada. Entre enero y marzo de 1912, la C&R preparó trece bocetos para su consideración, con motores alternativos o de turbina que intercambiaban ya sea velocidad o altura metacéntrica, por blindaje. Algunos diseños posteriores cedieron medio nudo de velocidad para liberar alrededor de 500 toneladas largas, lo suficiente para engrosar el cinturón de 343 a 381 mm y las barbetas a 356 mm. La elección entre torretas de dos o tres cañones también fue un problema, ya que la clase Nevada aún no estaba completa. La Oficina de Artillería estaba a favor de esperar los resultados de las pruebas, en lugar de arriesgarse a volver a las torretas de 356 mm, o pasar a las torretas de dos cañones de 152 mm.
En marzo de 1912, la C&R propuso los diseños siete al diez a la Junta General para su aprobación. Los diseños ocho y nueve fueron los que permitieron ceder medio nudo de velocidad, mientras que el diez era un diseño con cuatro torretas de tres cañones, y era 1200 toneladas largas más ligero que los navíos de la clase Nevada. En abril, la Junta General escogió el diseño siete, que cumplía todos sus requisitos, aunque con un mayor desplazamiento de 31 300 toneladas largas. La eslora se fijó en 190 m, la manga en 28 m, y el calado en 8.7 m. Las turbinas de vapor le otorgaron al diseño 30 500 caballos del fuerza al eje [shp] (22 700 kW) y 21 nudos, mientras que el cinturón blindado principal tenía 343 mm y se estrechaba a 203 mm en los extremos. Este diseño se perfeccionó más y se completó en septiembre. El retraso se debió parcialmente a las pruebas en el blindaje propuesto, que fue finalizado en junio de 1912, y resultó en alteraciones significativas en la protección subacuática de la clase Pennsylvania.
Las embarcaciones de la clase Pennsylvania eran significativamente más largas que sus predecesoras, las clase Nevada. Tenían una eslora de línea de flotación de 183 m; una eslora total de 185 m, una manga de 29 m en la línea de flotación y, un calado de 9 m a carga profunda; eran 8 metros más largos que las embarcaciones más viejas. Según su diseño, su desplazamiento estándar, y a capacidad máxima, era de 31 400 y 32 440 toneladas largas respectivamente, pero de hecho desplazaban 29 158 toneladas largas a carga estándar y 31 917 toneladas largas a capacidad máxima, más de 4000 toneladas largas más que las embarcaciones más antiguas. La clase tenía una altura metacéntrica de 2.4 m a máxima capacidad.

### Propulsión
Tenían cuatro conjuntos de turbinas de vapor Parsons de propulsión directa con turbinas de crucero con engranajes, cada una de las cuales impulsaba una hélice de 3.7 m de diámetro. Eran alimentadas por doce calderas de tubos de agua Babcock & Wilcox. Las turbinas fueron diseñadas para producir un total de 31 500 shp (23 500 kW), pero solo lograron 29 366 shp (21 898 kW) durante las pruebas marítimas del Pennsylvania, cuando superó ligeramente su velocidad de diseño de 21 nudos (39 km/h). El Pennsylvania alcanzó los 21.75 nudos (40.28 km/h) durante pruebas a plena potencia, en 1916; y el Arizona alcanzó los 21.5 nudos (39.8 km/h) en septiembre de 1924. La clase fue diseñada para transportar normalmente 1548 toneladas largas de fueloil, pero tenía una capacidad máxima de 2305 toneladas largas. A máxima capacidad, podían navegar a una velocidad de 12 nudos (22 km/h) durante un estimado de 6070 millas náuticas (11 240 km); esto podía aumentar a 7585 millas náuticas (14 050 km) con un fondo limpio. Tenían 4 turbogeneradores de 300 kilowats (402 hp).

### Armamento
Estaban equipados con doce cañones calibre 356 mm/45 en torretas triples. Los cañones no se podían elevar de manera independiente y, estaban limitados a un máximo de elevación de +15°, lo que les daba un alcance máximo de 19 200 m. Las embarcaciones cargaban 100 proyectiles por cada cañón. Tenían veintidós cañones calibre 127 mm/51 para defensa contra buques torpederos, montados en casamatas individuales a los costados del casco; estos mostraron ser vulnerables a la brisa marina, y no podían trabajar en mares turbulentos. A una elevación de 15°, tenían un alcance máximo de 12 850 m. Cada cañón contaba con 230 rondas de munición. Las embarcaciones también contaban con cuatro cañones calibre 76 mm/50 para defensa antiaérea, aunque solo dos estaban instalados cuando fueron completados. El segundo par fue añadido poco después en la parte superior de la torreta 3. La clase también tenía montados 2 tubos lanzatorpedos de 533 mm, y cargaban 24 torpedos Bliss-Leavitt serie 3.

### Blindaje
El diseño de la clase Pennsylvania continuó con el principio de «todo o nada», de blindar solo las áreas más importantes de los acorazados, y que comenzó con la clase anterior Nevada. El cinturón subacuático de la línea de flotación de blindaje Krupp medía 343 mm de grosor y, solo cubría los espacios de las maquinarias y los pañoles de pólvora. Tenía una altura total de 5.3 m, de los cuales 2.7 m se encontraban por debajo de la línea de flotación; comenzando a 0.7 m por debajo de la línea, el cinturón se estrechaba a su grosor mínimo de 203 mm. Los mamparos transversales en cada extremo de las embarcaciones tenían un grosor de entre 330 mm a 203 mm. Las caras de las torretas de los cañones eran de 457 mm de grosor, mientras que los costados eran de entre 230 a 250 mm de grosor, y los techos de las torretas estaban protegidos por 127 mm de blindaje. En las barbetas, el blindaje era de 457 a 114 mm de grosor. La torre de mando estaba protegida por 406 mm de blindaje y tenía un techo de 203 mm de grosor.
El blindaje de la cubierta principal tenía 3 placas con un grosor total de 76 mm; sobre el mecanismo de dirección, el blindaje aumentaba a 159 mm en dos placas. Debajo estaba una cubierta menos blindada con un grosor de 38 a 51 mm. Los captadores de las calderas estaban protegidas por un pluteo cónico de 230 a 380 mm de grosor. Un mamparo de torpedos de 76 mm estaba colocado a 2.9 m hacia adentro en el costado y, la clase estaba prevista con un doble fondo. Una prueba en 1914, reveló que este sistema podía soportar 140 kg de TNT.

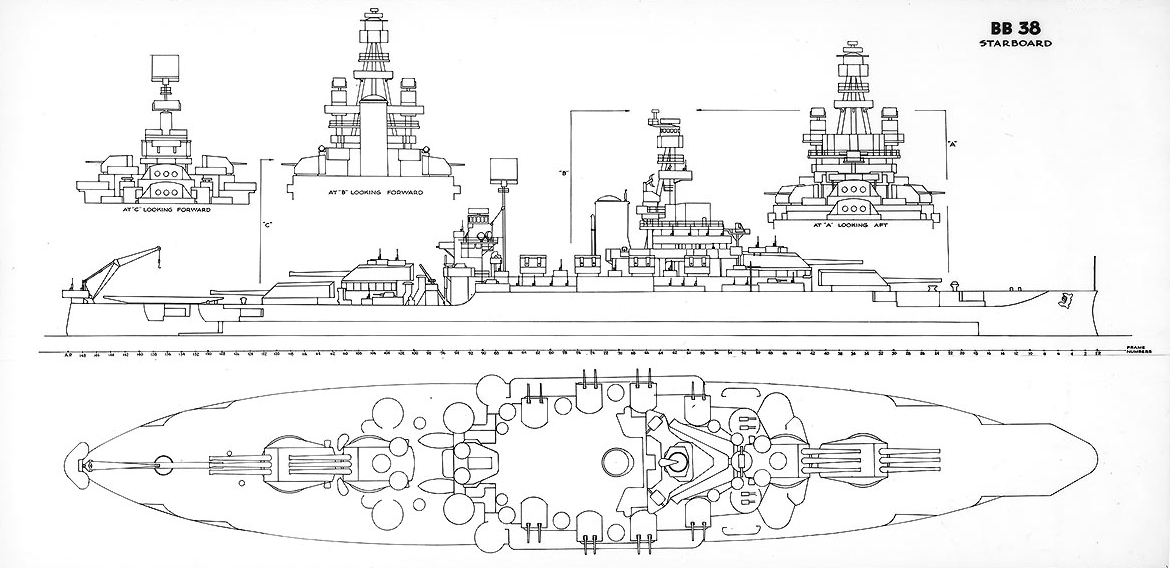
Planos del Pennsylvania elaborados durante la Segunda Guerra Mundial, después de su modernización a finales de la década de 1920 y principios de la década de 1930; muestra el navío desde tres secciones cruzadas (arriba), desde el lado de estribor (medio), y desde arriba (abajo). El cambio más notorio en la configuración inicial de la embarcación se produjo en el armamento secundario, que fue trasladado de las casamatas a sus propios montajes gemelos. Esto mejoró notablemente el alcance y el uso de las armas antiaéreas.

## Embarcaciones
| Nombre de la nave | Número de casco | Astillero                 | Quilla colocada       | Botado              | Asignado              | Dado de baja            | Destino                                                                |
| ----------------- | --------------- | ------------------------- | --------------------- | ------------------- | --------------------- | ----------------------- | ---------------------------------------------------------------------- |
| Pennsylvania      | BB-38           | Newport News Shipbuilding | 27 de octubre de 1913 | 16 de marzo de 1915 | 12 de junio de 1916   | 29 de agosto de 1946    | Barco objetivo, operación Crossroads; hundido el 10 de febrero de 1948 |
| Arizona           | BB-39           | New York Naval Shipyard   | 16 de marzo de 1914   | 19 de junio de 1915 | 17 de octubre de 1916 | 29 de diciembre de 1941 | Hundido durante el ataque a Pearl Harbor, 7 de diciembre de 1941       |

## Historial de servicio

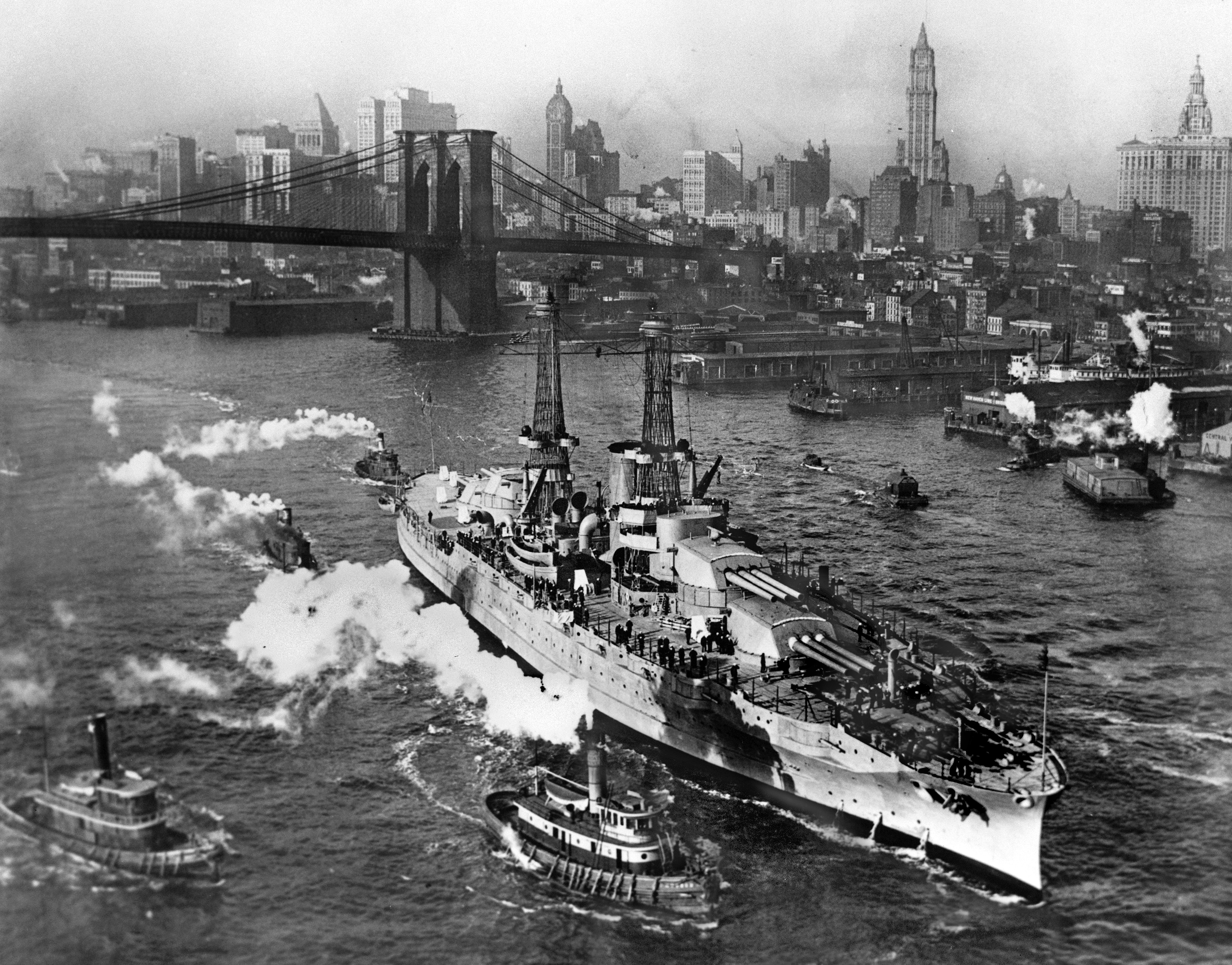
El Arizona en el río Este en la ciudad de Nueva York, cerca del puente de Brooklyn. 1918.

El Pennsylvania y el Arizona fueron comisionados durante la Primera Guerra Mundial, previo a la entrada de los Estados Unidos con los Aliados. Durante su primer año, las embarcaciones fueron limpiadas y preparadas para servicio activo completo. El Pennsylvania se convirtió en el buque insignia de la Flota del Atlántico, el 12 de octubre de 1916. El Arizona disparó por primera vez sus cañones principales el 23 de diciembre, pero problemas con el sistema de propulsión, específicamente una turbina dañada, mantuvo a la embarcación casi exclusivamente en el astillero de Nueva York, de diciembre de 1916 a marzo de 1917. Ambas embarcaciones permanecieron en Estados Unidos el resto de la guerra, debido a la escasez de combustible en el Reino Unido, y solo se enviaron acorazados con propulsión a carbón de la 9.ª División. Después del armisticio de 1918, los dos acorazados clase Pennsylvania fueron enviados al otro lado del Atlántico. El Arizona fue enviado primero, partiendo el 18 de noviembre y arribando a Portsmouth el día 30. El Pennsylvania escoltó el transporte del presidente estadounidense Woodrow Wilson, el SS George Washington, por todo el Atlántico para la Conferencia de Paz de París, de 1919. Entre 1921 y 1922, durante el período de entreguerras, ambas embarcaciones formaron parte de una misión en Perú y fueron transferidas a la flota del Pacífico.
Las dos embarcaciones recibieron amplias modernizaciones desde 1929 hasta 1931; el gasto se produjo en el año fiscal 1930. Como parte de su reconstrucción, el Pennsylvania, que había sido diseñado como buque insignia, amplió su torre de mando. Además, el Pennsylvania y el Arizona recibieron tratamiento similar: se incrementó a 30° la elevación de las baterías principales, se añadieron nuevos sistemas de control de fuego en los mástiles trípode, el armamento secundario y los predictores auxiliares fueron reemplazados y revisados, se montaron 8 cañones antiaéreos calibre 127 mm/25 (cuatro por cada lado) en la cubierta meteorológica que estaba por encima de la batería secundaria antibuques de 127 mm, y sus puentes se ampliaron para mantener elevados los predictores auxiliares. Las adiciones en el blindaje fueron comparativamente mínimas más allá de los bulges antitorpedo, que fueron adiciones estándar en todas los buques de guerra de este periodo: se añadieron de 44 a 51 mm de blindaje a la segunda cubierta  blindada y se agregó un mamparo de torpedo en el cuarto de máquinas. El sistema de propulsión en los dos clase Pennsylvania recibió mayor atención. El sistema de calderas fue completamente reemplazado con seis calderas de tubo pequeñas y turbinas nuevas, estás últimas de manera parcial, del cancelado acorazado USS Washington, de la clase South Dakota. La nueva maquinaria permitía a las embarcaciones acercarse a la velocidad del viejo diseño de 21 nudos (39 km/h), incluso con la mayor cantidad de bulges; el Pennsylvania alcanzó 20.89 nudos y el Arizona 20.7 nudos en pruebas a potencia completa.

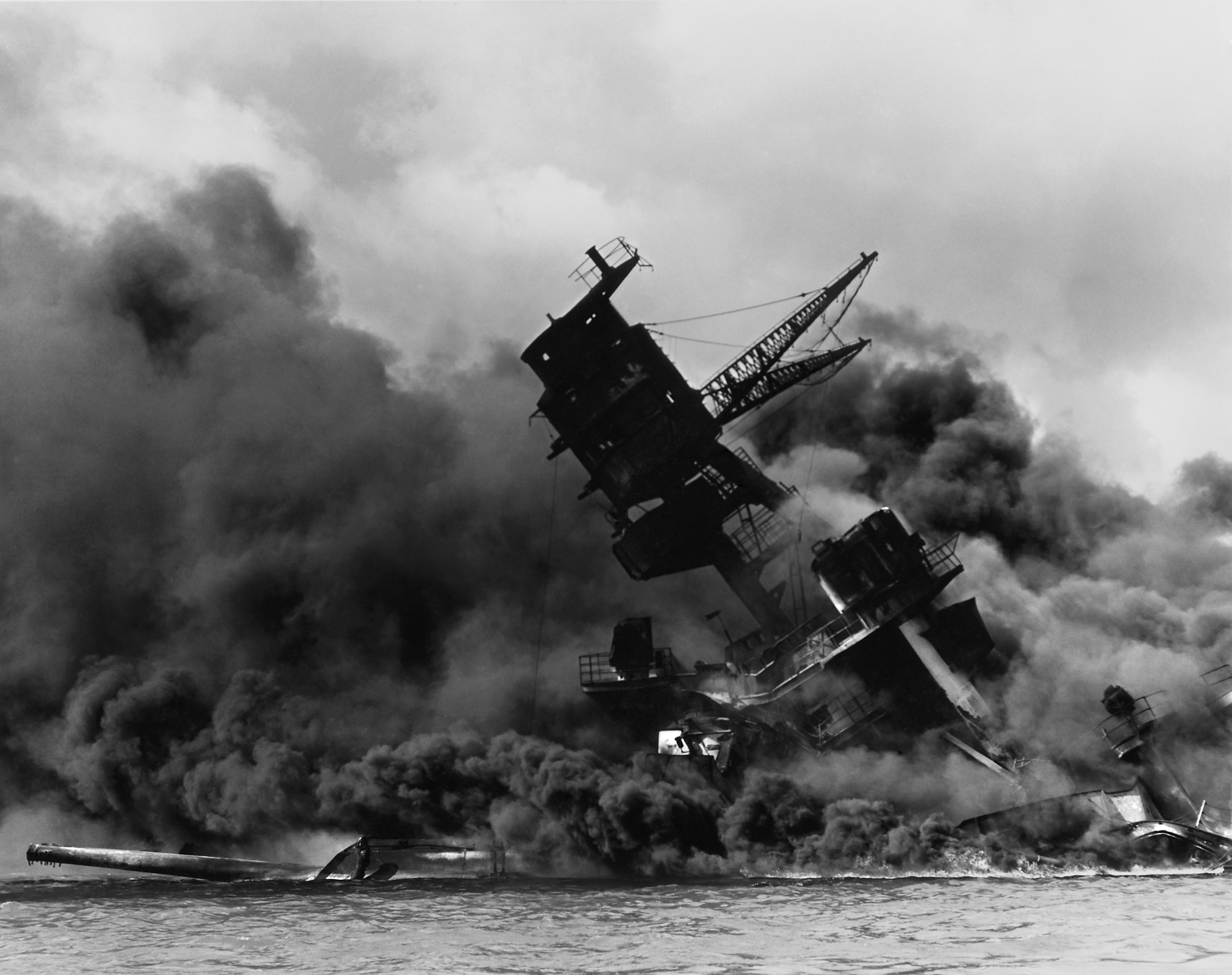
El Arizona en llamas después del ataque a Pearl Harbor.

Después de ser modernizadas, ambos navíos participaron en actividades normales de la flota, que incluían ejercicios navales y, luego se unieron al resto de la flota del Pacífico en su nueva base en Pearl Harbor, Hawái, después del inicio de la Segunda Guerra Mundial en Europa. Dos años después, el 7 de diciembre de 1941, durante el ataque a Pearl Harbor, el Arizona fue hundido por una fuerte explosión y el Pennsylvania fue levemente dañado mientras se encontraba en dique seco. Los restos del Arizona fueron parcialmente rescatados y fue convertido en un memorial de guerra.
El Pennsylvania regresó al servicio más rápido que muchos de los otros acorazados presentes durante el ataque; partió el 20 de diciembre y estuvo en reparación en San Francisco, hasta el 30 de marzo de 1942. Durante los meses siguientes, permaneció estacionado en la costa oeste de Estados Unidos, antes de ser reasignado a Pearl Harbor como buque insignia de la flota por un corto período (de agosto a octubre). Después de otro reacondicionamiento en San Francisco, que duró hasta febrero de 1943, la embarcación fue enviada a apoyar a las fuerzas estadounidenses involucradas en la batalla de las Islas Aleutianas. Durante este período, casi fue torpedeado por el submarino japonés I-31, que luego fue hundido.
El siguiente año, el Pennsylvania apoyó con bombardeos costeros durante las batallas de Makin, Kwajalein, Eniwetok, y Saipán, así como en la campaña de las islas Marianas y Palaos. Participó también en los desembarcos en Leyte y, la batalla del Golfo de Leyte. Durante este periodo, estuvo presente en la última batalla entre acorazados, la batalla del estrecho de Surigao. El acorazado no hizo ningún disparo, porque las embarcaciones japonesas se replegaron o fueron hundidas a gran distancia, más allá del anticuado sistema de fuego del Pennsylvania, pero dentro del alcance de otros acorazados equipados con sistema de fuego guiado por radar.

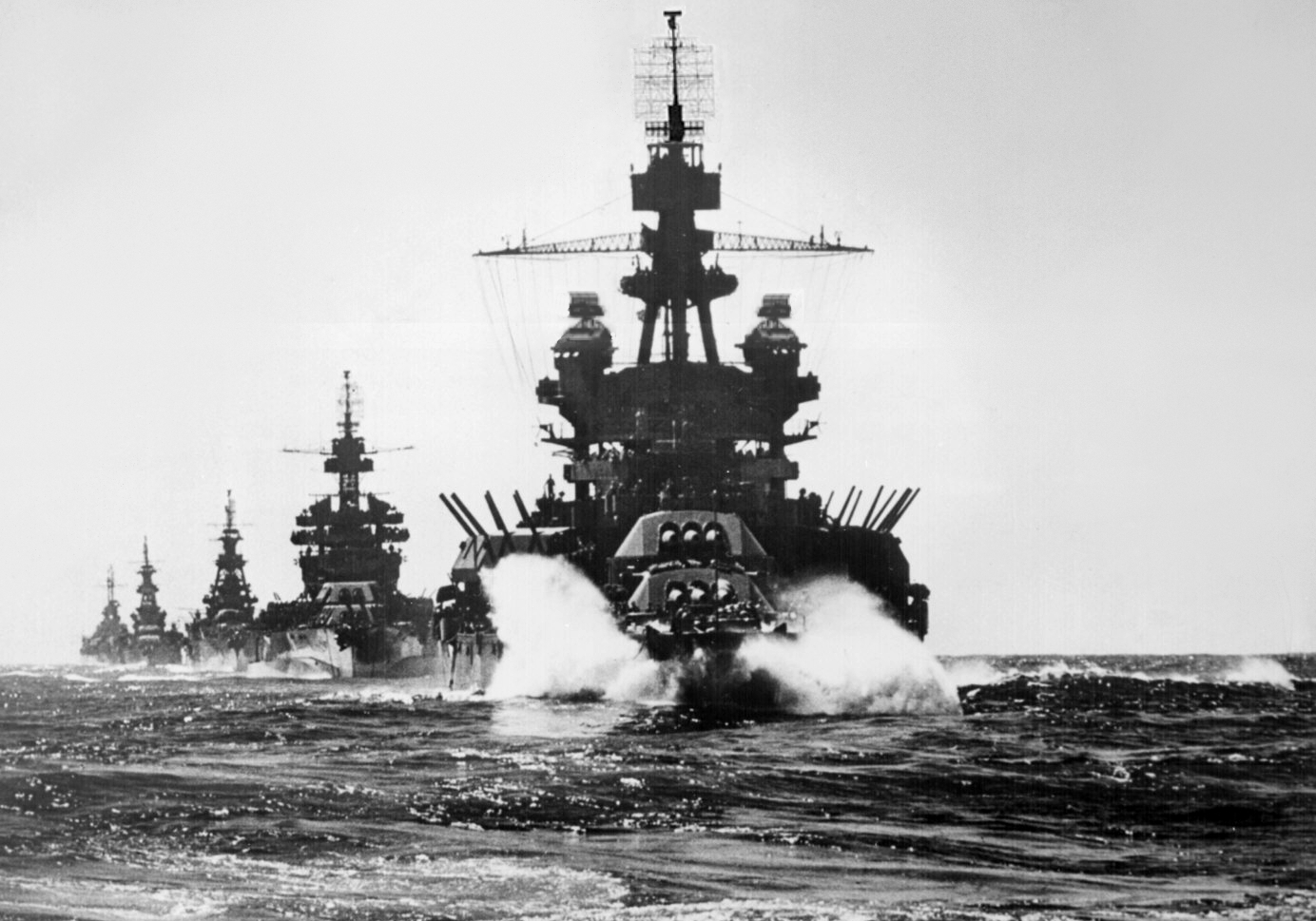
El Pennsylvania liderando al USS Colorado y a otros tres cruceros en el golfo de Lingayén antes de la batalla de Luzón, en las Filipinas. Enero de 1945.

En 1945, el Pennsylvania fue enviado para otro reacondicionamiento a San Francisco y, las armas de su batería principal, desgastadas por los constantes bombardeos costeros, fueron reemplazadas por las del Nevada y el Oklahoma. Después de su finalización en julio, el acorazado bombardeó la Isla Wake, el 1 de agosto en camino a Okinawa, donde fue alcanzado por un torpedo lanzado por el aire. Golpeó cerca del eje de la hélice de estribor, matando a veinte tripulantes y destruyendo tres de los cuatro ejes del navío. Esta área era vital y, los sellos abiertos alrededor de los ejes provocaron grandes inundaciones que casi hunden al acorazado. Fue remolcado a aguas poco profundas, donde se llevaron a cabo reparaciones locales. La última participación del acorazado fue dispararle a un kamikaze el 13 de agosto; de ahí fue remolcado el día 18 a Guam, donde recibió reparaciones temporales antes de ser enviado al Astillero de Puget Sound, para reparaciones permanentes. Arribó el 24 de octubre después de un tortuoso viaje, donde perdió todos los ejes de la hélice restantes, excepto uno, mientras pasaba agua a través de la reparación temporal colocada sobre el agujero reparado en Guam.
Con la rendición japonesa el 2 de septiembre, las reparaciones en Puget Sound se vieron limitadas a solo lo necesario para asegurar la llegada del acorazado al Atolón Bikini para pruebas nucleares, en julio de 1946. El viejo acorazado sobrevivió a las pruebas, pero fue dado de baja el 29 de agosto y usado para estudios radiológicos antes de ser hundido como barco objetivo, el 10 de febrero de 1948. Fue retirado del Registro de Embarcaciones de la Armada nueve días después.